# La mosquée
La mosquée (A Jamaâ) è un film del 2010 diretto da Daoud Aoulad-Syad.
Il film è stato presentato  al Festival del cinema africano, d'Asia e America Latina di Milano 2011.

## Trama
Le conseguenze delle riprese di un film in un villaggio sperduto. Per girare il suo precedente film il regista costruisce una moschea sul terreno del contadino Moha. Tutte le scenografie sono poi distrutte tranne la finta moschea che diventa il luogo di culto di tutto il villaggio. Per Moha è la catastrofe. Secondo l'imam dovrebbe essere contento di aver dato il terreno a Dio, mentre il regista se ne lava le mani. A metà strada tra realtà e fiction il film è una divertente ed acuta commedia sull'odissea di un uomo che cerca disperatamente di far valere i suoi diritti.

## Riconoscimenti
- 2010 - Festival Internazionale del Cinema di San Sebastián
  - Menzione Speciale della Giuria
- Festival du Film Francophone de Namur
  - Miglior Sceneggiatura